# Everly (filme)
Everly (bra: Everly - Implacável e Perigosa) é um filme de suspense de ação estadunidense de 2014, dirigido por Joe Lynch e escrito por Yale Hannon, com base em uma história de Lynch e Hannon. O filme é estrelado por Salma Hayek como  a personagem principal, com Akie Kotabe, Jennifer Blanc, Masashi Fujimoto, Togo Igawa, Gabriella Wright, Caroline Chikezie, Laura Cepeda, e Hiroyuki Watanabe em papéis coadjuvantes.
O filme foi lançado no iTunes em 23 de janeiro de 2015 e recebeu um lançamento limitado em 27 de fevereiro de 2015, pela Dimension Films.

## Sinopse
Everly (Salma Hayek), presa à escravidão sexual que trabalha para o brutal soberano criminoso japonês Taiko (Hiroyuki Watanabe), é atacada em seu apartamento pelos executores de Taiko depois que descobre que ela estava trabalhando com um policial para danificar sua organização. No entanto, embora Taiko esperasse que seus homens a matassem facilmente depois de torturá-la, Everly recupera uma arma que ela havia escondido e conseguiu matar todos os seus atacantes. Taiko então começa um jogo sádico de brincar com Everly, despachando numerosos assassinos contratados e oferecendo às outras prostitutas do prédio (que ele presumivelmente possui) uma recompensa se eles conseguirem matá-la. Enquanto isso, Everly tenta entrar em contato com sua mãe Edith (Laura Cepeda) e a filha Maisey (Aisha Ayamah) para salvá-las de outros capangas de Taiko e tirá-las da situação com vida.
Depois de conseguir escapar dos atacantes de Taiko por um longo período de tempo, Everly é capturada por The Sadist (Togo Igawa), um assistente de Taiko. Ele a amarra e coloca em uma gaiola enquanto a provoca e a tortura com bateria e ácido sulfúrico, junto com outros líquidos corrosivos, a certa altura derramando água em seus olhos enquanto ela grita de medo, acreditando que é ácido. Quando Sadist derrama um pouco do líquido corrosivo em uma corda que prende seu pulso, a corda começa a se desintegrar. Edith atira e mata dois dos capangas do Sadist; em troca, ele começa a forçar a mãe a beber um limpador de ralo. A corda cai depois que Everly a puxa; ela mata dois dos capangas e fere The Sadist. Ela corre para ajudar Edith, mas é subjugada por Sadist, que tenta esfaquear sua mãe; Everly ressurge, desarma The Sadist e o força a beber um de seus ácidos; ele morre violentamente enquanto Everly e Edith assistem horrorizados.
É revelado que Everly era um prisioneiro no luxuoso apartamento depois de ter sido sequestrado por Taiko quatro anos antes e forçado a escravidão sexual. Ela não teve contato com Edith ou Maisey durante esse período, e sua mãe está confusa e zangada com a situação mortal em que de repente são empurradas. Enquanto Everly luta contra os numerosos ataques, alguns dos inimigos se tornam mais estranhos; originalmente eles são simplesmente bandidos armados, mas a equipe dos sádicos aparece em trajes e planeja torturas extravagantes. O surto final é de um grupo do que parece ser tropas especializadas ou policiais.
Eventualmente, Edith é morta por um atirador de elite contratado por Taiko do prédio em frente ao apartamento. Quando o atirador atira uma granada lançada por foguete no apartamento, Taiko o decapita com raiva, acreditando que ele matou Everly, embora ela sobreviva. Everly é finalmente subjugada, mas consegue matar Taiko depois que seus soldados foram embora. Um dos compatriotas sádicos, o Masochist, tenta derrubar Maisey antes que Everly o mate com um único tiro na cabeça. Depois, Everly se reconcilia com Maisey, que estava sob a proteção de um dos vizinhos escravizados de Everly (que acabou sendo morto). O filme termina com Everly aparentemente sucumbindo a seus ferimentos, mas com Maisey ainda viva e potencialmente segura com a morte de Taiko. No entanto, imediatamente antes dos créditos, há um bipe de um monitor cardíaco e um suspiro para indicar que Everly ainda não morreu.

## Elenco
- Salma Hayek como Everly
- Akie Kotabe como Dead Man
- Laura Cepeda como Edith
- Jennifer Blanc como Dena
- Togo Igawa como The Sadist
- Gabriella Wright como Anna
- Caroline Chikezie como Zelda
- Hiroyuki Watanabe como Taiko
- Jelena Gavrilović como Elyse
- Masashi Fujimoto como The Masochist
- Dragana Atlija como Lizzy

## Produção
Em 1 de fevereiro de 2012, Kate Hudson se juntou ao elenco. Em 10 de maio de 2013, Salma Hayek se juntou ao elenco para substituir Hudson no papel principal.

### Lançamento
Everly estreou no Fantastic Fest em 20 de setembro de 2014. O filme foi lançado no iTunes em 23 de janeiro de 2015 e foi lançado nos cinemas em 27 de fevereiro de 2015 pela Dimension Films.

## Recepção crítica
Everly recebeu críticas negativas dos críticos. O site  Rotten Tomatoes reportou uma classificação de aprovação de 29%, com uma média de classificação de 4,3/10, com base em 34 avaliações. O consenso do site declara: "Everly se beneficia da direção elegante de Joe Lynch e do trabalho estrelado de Salma Hayek, mas é muito pouco escrito e pouco violento para ser totalmente recomendado". No Metacritic, que atribui uma classificação normalizada de 100 com base em críticas de críticos, o filme tem uma pontuação de 35 com base em 16 críticas, indicando "críticas geralmente desfavoráveis".